# 熊谷茶
熊谷 茶（くまがい ちゃ、1978年2月12日 - ）は、日本のお笑いタレントである。相方は福島善成。
お笑いコンビガリットチュウのツッコミ担当。身長174.5cm、体重72kg。本名および旧芸名は熊谷 岳大（くまがい たけひろ）。
神奈川県横須賀市出身。吉本興業所属。

## プロフィール
- ダウンタウンに憧れて、お笑い界を目指す[1]。1998年、福島善成と『ガリットチュウ』結成。
- 子供時代は貧しく、家賃を2年間156万円を滞納していたら、ある日実家が急に取り壊された事がある[2]。
- 『じまんくん（ガリットチュウ所属）』という貧乏ネタキャラクターを演じていた。
- 奥歯が無い[3]。
- 『ヨシモト∞』の土曜日企画『ADORIBU!!』では熱い演技を披露。2006年の『ADORIBU!!アカデミー賞』では役者経験のあるアキ（水玉れっぷう隊）を僅か5票差で押さえて『最優秀芸人賞』を受賞した。
- 滑舌が悪く、即興で発声練習をするネタがある。滑舌悪い芸人として『アメトーーク!』にも出演。
- 酒が元々飲めなかったが、33、4歳頃から寂しさから段々飲むようになった[1]。
- 汗っかき[1]。
- 映画が好きで、映画のタイトルを聞いて瞬時にその作品に関する豆知識を3つ言うという特技を持っている[4]。
- 2019年2月23日のガリットチュウの単独ライブで相方の福島から「除名処分」と今後は「業務提携」と言い渡される。（福島は相方にキクチウソツカナイ。と新生ガリットチュウとして活動すると宣言）その除名をなしにするとして"熊谷茶"への改名を命じられ、本人も承諾、改名に至った[5]。
- 2023年11月、ボディーコンテスト「APF JAPAN CLASSIC 2023」に出場した[6]。

## ものまねレパートリー
有名人
- 武田鉄矢
- ビートたけし
- ミルクボーイ
- リンダ・ハミルトン

その他
- 強風で飛ばされるビニール袋
- クラス1のお調子者
- フセイン像の倒れる瞬間

## 出演

### テレビ番組
- ロンブー田村亮 沖縄で男をアゲる!!～沖縄県石垣島で巨大魚を釣る!～ （フジテレビ、2012年1月3日）